# Comuna Bilîi Kamin, Zolociv
Bilîi Kamin (în ucraineană Білий Камінь) este o comună în raionul Zolociv, regiunea Liov, Ucraina, formată din satele Bilîi Kamin (reședința), Bujok, Ceremoșnea, Havareciciîna, Pidlîssea și Rozvaj.

## Demografie
Componența lingvistică a comunei Bilîi Kamin
     Ucraineană (99,01%)
     Alte limbi (0,94%)
Conform recensământului din 2001, majoritatea populației comunei Bilîi Kamin era vorbitoare de ucraineană (99,01%), existând în minoritate și vorbitori de alte limbi.